# Girolamo Cenatiempo

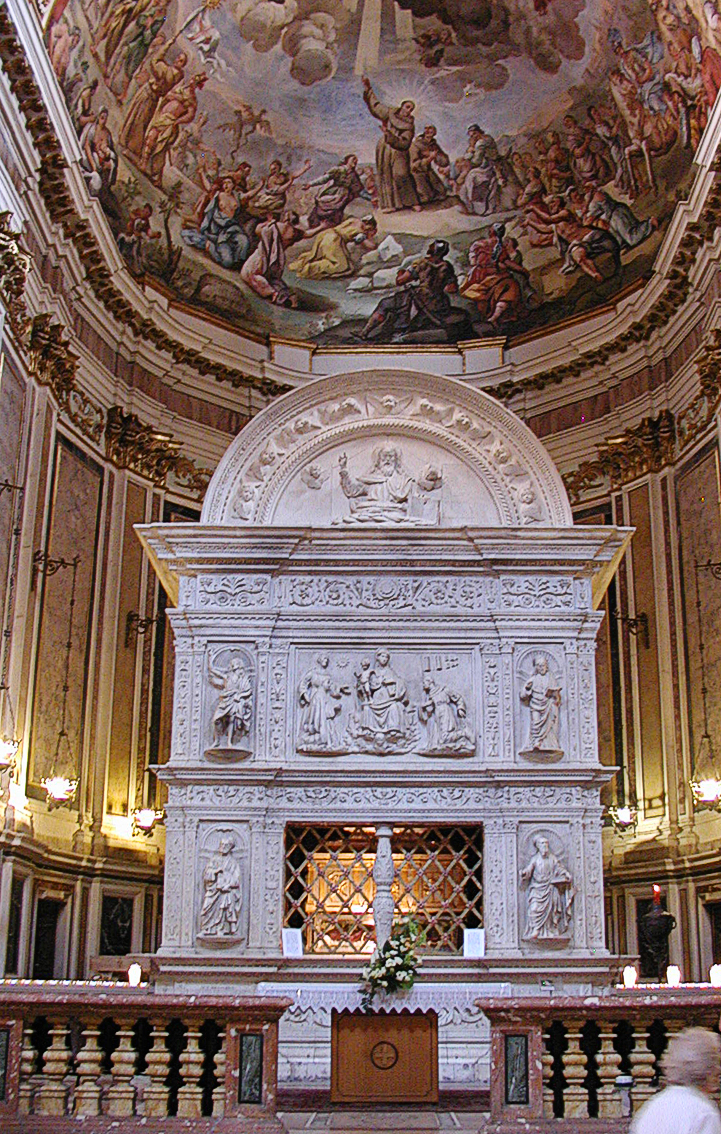
Il mausoleo di San Bernardino all'Aquila con la volta affrescata dal Cenatiempo (1709).

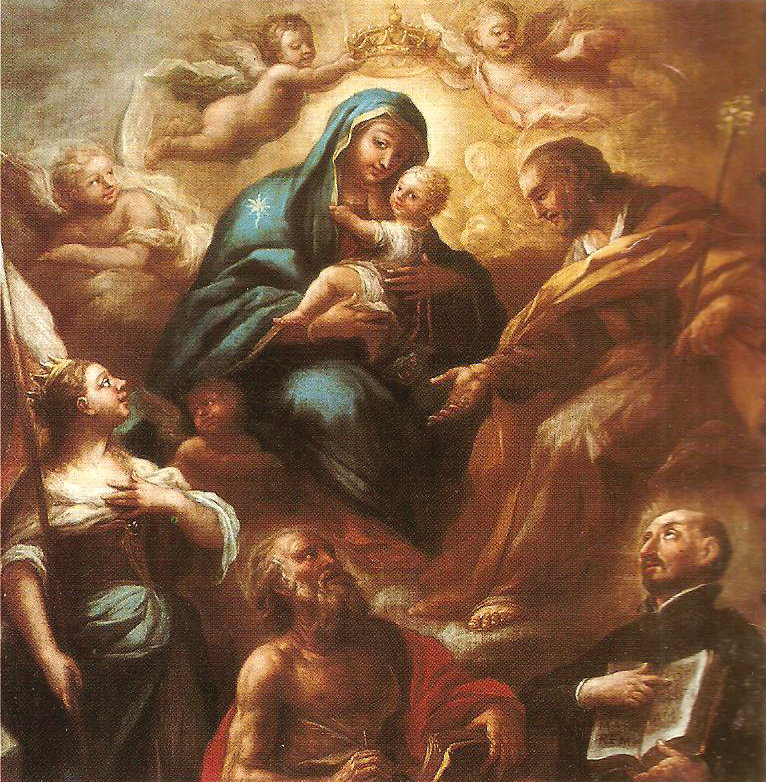
Sacra Famiglia e santi (1740 circa), Museo capitolare, Atri.

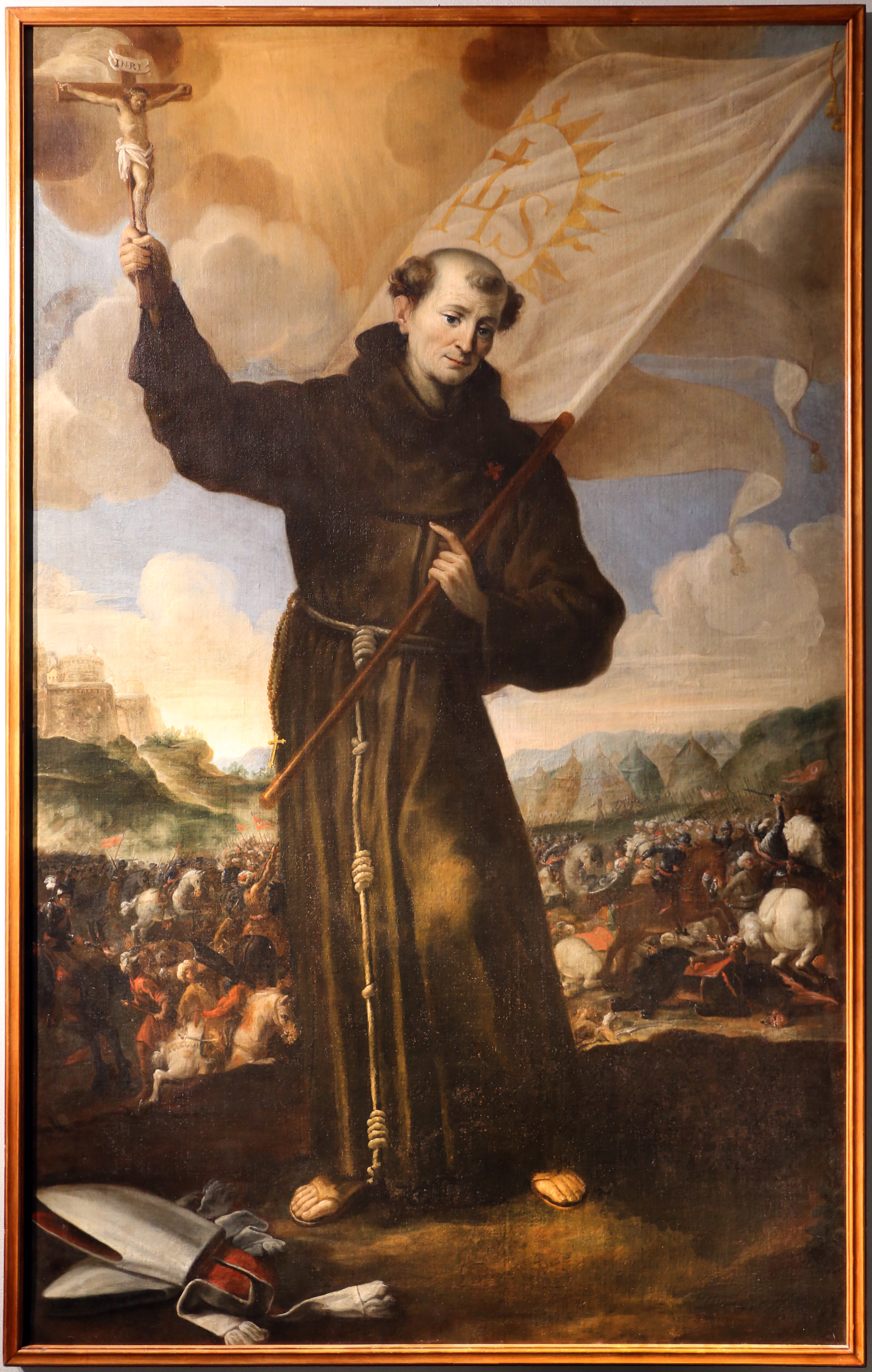
San Giovanni da Capestrano, Museo nazionale d'Abruzzo, L'Aquila.

Girolamo Cenatiempo (fl. XVIII secolo) è stato un pittore italiano, attivo fra il 1705 e il 1742.

## Biografia
Formatosi a Napoli, fu allievo di Francesco Solimena e seguace dello stile di Luca Giordano.
Le notizie sulla sua vita sono documentate a partire dal 1705, anno in cui peraltro risulta iscritto alla confraternita dei Santi Anna e Luca; nonostante le scarne testimonianze biografiche, nella sua carriera tenne costantemente traccia, con firma e data, delle sue opere ed in tal modo è facile ricostruirne l'attività.
I primi lavori di cui si ha menzione sono le opere realizzate per la chiesa di San Pietro a Maiella a Napoli: il San Benedetto si congeda da santa Scolastica, datato al 1705, lo Sposalizio di santa Caterina del 1706 e, soprattutto, la decorazione della cappella di San Pietro Celestino con la Nascita di san Pietro Celestino, la Morte del santo e la volta affrescata con la Gloria di angeli e l'Apoteosi di san Pietro Celestino.
Nel 1709 è all'Aquila dove realizza la Predica di san Bernardino con i santi Giovanni da Capestrano e Giacomo della Marca per la volta del mausoleo di San Bernardino nell'omonima basilica. Al soggiorno aquilano risalgono inoltre un San Benedetto e una Santa Scolastica, oggi nella collezione del museo nazionale d'Abruzzo, oltre che i dipinti realizzati per la cappella della Sacra Famiglia e quella di Sant'Ignazio nella chiesa di Santa Margherita.
Nel 1711 realizza il Martino di santa Colomba per la chiesa di Santa Maria della Sapienza a Napoli e la Maddalena penitente per la chiesa della Santissima Trinità dei Celestini a San Severo. Risale al 1712 la sua collaborazione per la napoletana chiesa del Gesù Vecchio, dove dipinse numerose tele per la prima, la seconda e la quarta cappella della navata di sinistra, in particolare il San Stanislao ed i martiri giapponesi e i Miracoli di San Stanislao.
Tornato all'Aquila, lavora su commissione dell'Ordine dei Gesuiti per il Palazzetto dei Nobili realizzando, nel 1715, l'Assunzione della Vergine e due dipinti raffiguranti i padri gesuiti Francesco Borgia e Francesco Saverio. A questo periodo sono databili anche il Sant'Agostino e la Santa Scolastica per la chiesa di Sant'Amico.
Nel 1718 operò ad Avigliano: suoi sono i dipinti Madonna del Carmine e i santi e Santa Lucia e santa Barbara per la chiesa di Santa Maria degli Angeli. Nuovamente a Napoli, realizzò nel 1722 — con il fratello Ignazio, anch'egli pittore — il ciclo di Episodi della vita di sant'Antonino vescovo di Firenze per la chiesa di San Pietro martire. Successivamente, nel 1724, dipinse il Banchetto di Erode e la Decollazione di san Giovanni Battista per la chiesa di Santa Maria Donnaromita.
Tornò quindi ad operare per l'aquilana basilica di San Bernardino, dipinse il maestoso L'Assunta con i Santi Bernardino e Giovanni da Capestrano e altri due episodi della vita del santo per il soffitto ligneo della navata centrale; il soffitto fu realizzato tra il 1723 e il 1727 ad opera di Ferdinando Mosca, ed è plausibile datare i tre dipinti certamente dopo il 1725, secondo alcuni storici addirittura al 1732. Nella capitale abruzzese, il Cenatiempo realizzò inoltre la Madonna in gloria ed i Santi Massimo e Giorgio per l'abside della cattedrale dei Santi Massimo e Giorgio.
Cenatiempo realizzò anche un affresco per la prima cappella della chiesa della Nunziatella a Napoli, aiutando in quest'opera il collega Giuseppe Mastroleo. Di sua mano sono anche il San Matteo e l'angelo,  che sormonta l'altare maggiore della chiesa dei Santi Francesco e Matteo, cinque tele ancora presenti nella Chiesa di Santa Maria delle Grazie a Mondragone (Napoli) e il Martirio di santa Colomba per la chiesa di Santa Maria della Sapienza (quest'opera fu trafugata nel 1993, ma recuperata negli anni seguenti). Alcuni suoi stucchi sono conservati nel santuario di Santa Maria di Pozzano, a Castellammare di Stabia, mentre il dipinto dell'Immacolata Concezione è conservato presso la Chiesa di San Francesco a Teano. Nel 1741 realizzò una grande tela per il refettorio del complesso della Missione ai Vergini.
A lui sono attribuite alcune tele della Quadreria Imperiali presso il Palazzo Imperiali a Latiano, raffiguranti Sansone tradito da Dalila, Abramo che scaccia Agar nel deserto, Sisara ucciso da Giaele e Sant'Agata guarita dal san Pietro in carcere. Infine, nella galleria nazionale di Parma si conserva il Crocifissione di sant'Andrea, proveniente dal Duomo di Fidenza.

## Opere principali
- San Benedetto si congeda da santa Scolastica (1705), chiesa di San Pietro a Maiella, Napoli;
- Sposalizio di santa Caterina (1706), chiesa di San Pietro a Maiella, Napoli;
- Apoteosi di san Pietro Celestino (1706 circa), chiesa di San Pietro a Maiella, Napoli;
- Predica di San Bernardino con i Santi Giovanni da Capestrano e Giacomo della Marca (1709), basilica di San Bernardino, L'Aquila;
- San Stanislao ed i martiri giapponesi (1712), chiesa del Gesù Vecchio, Napoli;
- Miracoli di San Stanislao (1712), chiesa del Gesù Vecchio, Napoli;
- Assunzione della Vergine (1715), palazzetto dei Nobili, L'Aquila;
- Episodi della vita di sant'Antonino vescovo di Firenze (1722), chiesa di San Pietro martire, Napoli
- L'Assunta con i Santi Bernardino e Giovanni da Capestrano (1732?), basilica di San Bernardino, L'Aquila;
- Madonna in gloria ed i Santi Massimo e Giorgio (1733), cattedrale dei Santi Massimo e Giorgio, L'Aquila.
- "Scena bellica", olio su tela di cm 27.5 x 57. Collezione privata a Pesaro.
- San Demetrio che sconfigge gli eretici in battaglia, olio su tela 27,5x 57, Collezione privata ad Avellino.
- Tele per la Chiesa della Compagnia della Disciplina della Santa Croce